# Антиоксиданти
А́нтиоксида́нти (а́нтиоки́слювачі) — природні або штучно синтезовані речовини, що сповільнюють чи припиняють окиснення (переважно стосовно органічних сполук).
Антиоксиданти бувають природного (β-каротин, вітамін С, вітамін Е, лікопен) і синтетичного походження. Їх часто додають до промислових продуктів, таких як паливно-мастильні матеріали, щоб запобігти окисленню, і до харчових продуктів, щоб запобігти псуванню, зокрема прогірканню олій і жирів. У клітинах організму такі антиоксиданти, як глутатіон, мікотіол або бацилітіол, і ферментні системи, такі як супероксиддисмутаза, можуть запобігти пошкодженню від окисного стресу. У косметиці частіше всього використовують у засобах, які уповільнюють старіння шкіри. Експериментальні дослідження показують, що антиоксиданти є особливо показаними у хворих на цукровий діабет.

## Класифікація
Антиоксиданти бувають ферментативної природи (ферменти, що синтезуються еукаріотичними та прокаріотичними клітинами) та неферментні. Найвідомішими антиоксидантними ферментами (АОФ) є білки-каталізатори: супероксиддисмутаза (СОД), каталаза та пероксидази. АОФ є найважливішою (внутрішньою) частиною антиоксидантної системи організму. Завдяки АОФ кожна клітина в нормі здатна знищувати надлишок вільних радикалів, проте, при значному їх надлишку істотну роль захисту організму від окислювального стресу грає зовнішня частина антиоксидантної системи — антиоксиданти, одержувані з їжею.
Найбільш відомі неферментні антиоксиданти: аскорбінова кислота (вітамін С), токоферол (вітамін Е), β-каротин (провітамін А) та лікопін (у томатах). До них також відносять поліфеноли: флавін та флавоноїди (часто зустрічаються в овочах), таніни (в какао, каві, чаї), антоціани (у червоних ягодах).
Найбільш ефективним серед інших біологічних антиоксидантів, є PQQ (пірролохінолінхінон), наприклад, він у 30-5000 разів ефективніший за аскорбінову кислоту (вітамін С).
Антиоксиданти поділяються на два великі підкласи залежно від того, чи є вони розчинними у воді (гідрофільні) або в ліпідах (ліпофільний). Загалом, водорозчинні антиоксиданти окислюються в цитозолі клітини та плазмі крові, тоді як ліпідорозчинні антиоксиданти захищають клітинні мембрани від перекисного окиснення ліпідів. Антиоксиданти можуть бути синтезовані в організмі або надходити з їжею. Різні антиоксиданти присутні в широкому діапазоні концентрацій у рідинах і тканинах організму, при цьому деякі (глутатіон або убіхінон) переважно присутні всередині клітин, тоді як інші (сечова кислота) більш рівномірно розподілені. Деякі антиоксиданти можна знайти лише в окремих організмах, ці сполуки можуть мати важливе значення у патогенезі та факторах вірулентності мікроорганізмів.

## Загальний опис
Сполука, що при додаванні в систему значно сповільнює або цілком зупиняє небажані процеси окиснення, наслідком яких є псування харчових продуктів, палив, пластмас та інших матеріалів. Такі сполуки звичайно самі окиснюються краще ніж речовини, до яких вони додаються. Антиоксиданти можуть діяти за двома механізмами: взаємодіяти з проміжними пероксидними сполуками, сповільнюючи таким чином вироджене розгалуження (фосфати, сульфіди, карбамати, тіокарбамати та тіофосфати металів), чи з вільними радикалами, обриваючи ланцюги. Пр., бутельований гідроксианізол діє як прибирач вільних радикалів, додається до харчових продуктів для запобігання згіркнення жирів, розкладу вітамінів.

## Антиоксиданти в їжі

#### Ягоди

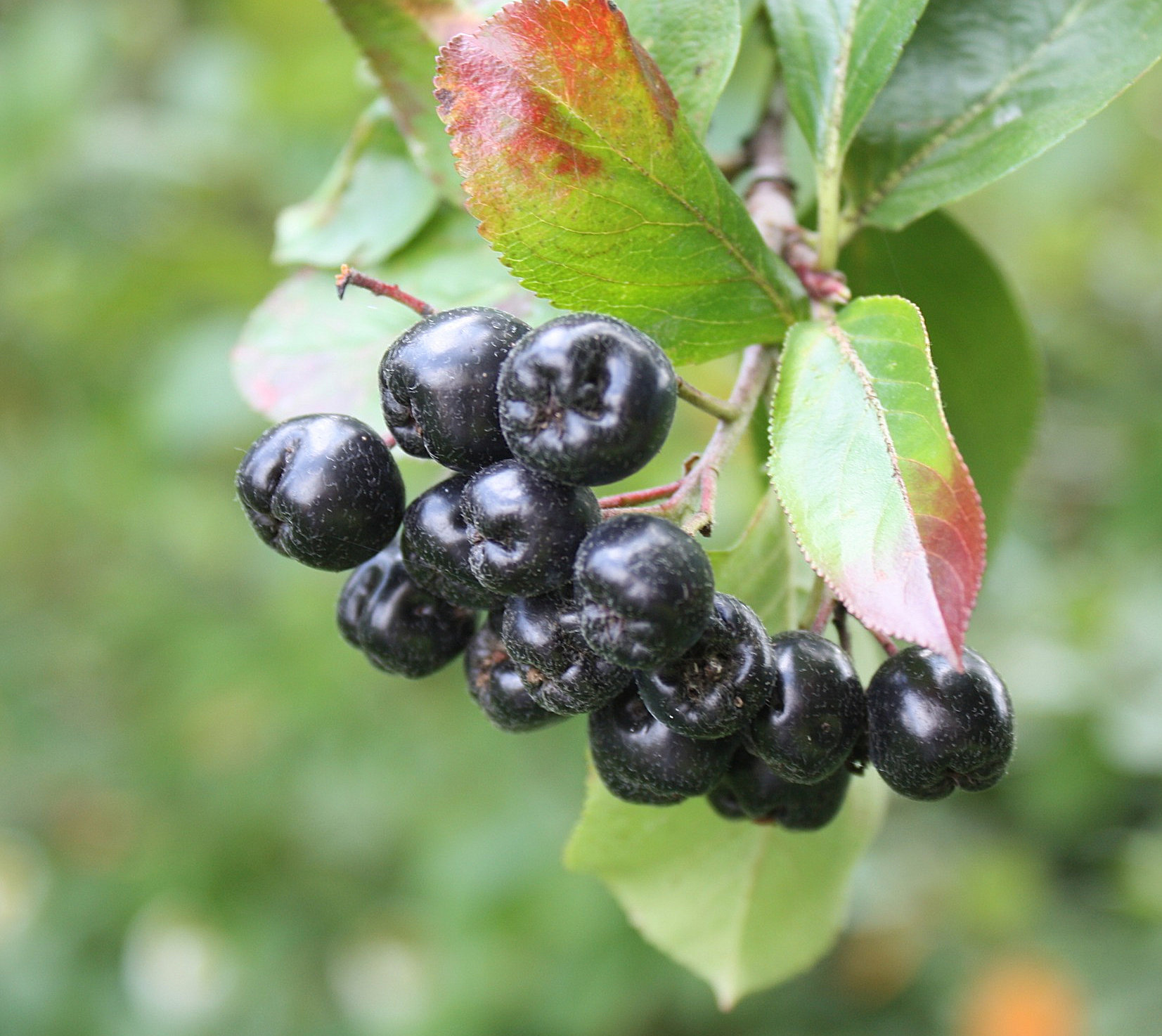
Ягоди аронії (горобина чорноплідна) — одне з кращих джерел антиоксидантів.

Ягоди асаї (сушені, порошок) (102000 ORAC/100г), аронія (16200), бузина (14400), дика чорниця (7500), журавлина (7300), ожина (5700), малина (4800) та чорниця (4200).

##### ІншІ продукти
Інші харчові продукти, що містять багато антиоксидантів: орегано (175000), розмарин (165000), чебрець (157000), кориця (131000), куркума (127000), шавлія (120000), сичуанський перець сушений (118000), сорго (20000-240000), несолодке сухе темне какао (55000), чорний шоколад (20000-50000), пекан-горіх (18000), волоські горіхи (13000), фундук (9600), артишок (7000) та кінза (5150).

## Застосування

### Харчова промисловість
Антиоксиданти застосовують для подовження терміну використання деяких продуктів (маргарин, напої тощо).
Найбільш поширенні харчові добавки з цією дією:
- Аскорбінова кислота
- Бутилгідроксіанізол
- Бутилгідроксітолуол

#### Антиоксиданти у ковбасному виробництві
Широкого застосування в ковбасній промисловості набули солі молочної кислоти — рН-нейтральні лактати натрію і калію — у виробництві сосисок, шинки, ковбас, оскільки вони забезпечують мікробіологічну стабільність продукту, а також сприяють подовженню термінів зберігання.